# دونالد يوجين فيلدز الثاني
دونالد يوجين فيلدز الثاني، بالإنجليزية Donald Eugene Fields II- أمريكي هارب، مواليد 9 يوليو 1964م، وهو حاليًا في قائمة العشرة الأكثر طلبًا لمكتب التحقيقات الفيدرالي. يُطلب القبض على فيلدز بتهمة الاتجار بالجنس لطفل واحد على الأقل بين عامي 2013 و2017م في ولاية ميسوري. فيلدز هو الهارب رقم 531، الذي تم وضعه على قائمة العشرة المطلوبين لمكتب التحقيقات الفيدرالي، تمت إضافته إلى القائمة في 25 مايو 2023م. ويعرض مكتب التحقيقات الفيدرالي مكافأة مالية قدرها 250 ألف دولار مقابل أي معلومات تساعد في القبض على فيلدز واعتقاله.

## خلفية
وُلِد فيلدز في ولاية كنتاكي الأمريكية، في 9 يوليو 1964م. قبل اختفائه، كان فيلدز يعيش في يونيون، ميسوري في منطقة سانت لويس الكبرى، حيث كان يعمل في تقليم الأشجار، وتجارة السيارات المستعملة بشكل مستقل.

## الجرائم
في الفترة ما بين عامي 2013م و2017م، يُزعم أن فيلدز شارك في عصابة للاتجار بالأطفال جنسياً. وقد اتُهم بـ "محاولة تجنيد قاصر، وإغراءه للمشاركة في عمل جنسي تجاري". ووفقًا لمساعد المدعي العام الأمريكي ديانا كولينز، يُزعم أن فيلدز تلقى أموالًا ودراجات نارية وإجازات وهدايا عيد الميلاد من ثيودور جون سارتوري (64 عامًا) مقابل الوصول إلى القاصر. ويُشتبه في أن فيلدز ارتكب أيضًا الجرائم نفسها لشخصين آخرين خلال نفس الفترة الزمنية.
وجهت أيضًا إلى فيلدز 15 تهمة تتعلق بالاعتداء الجنسي على الأطفال والتلاعب بالشهود في نظام محكمة مقاطعة ميسوري.

## اختفاء

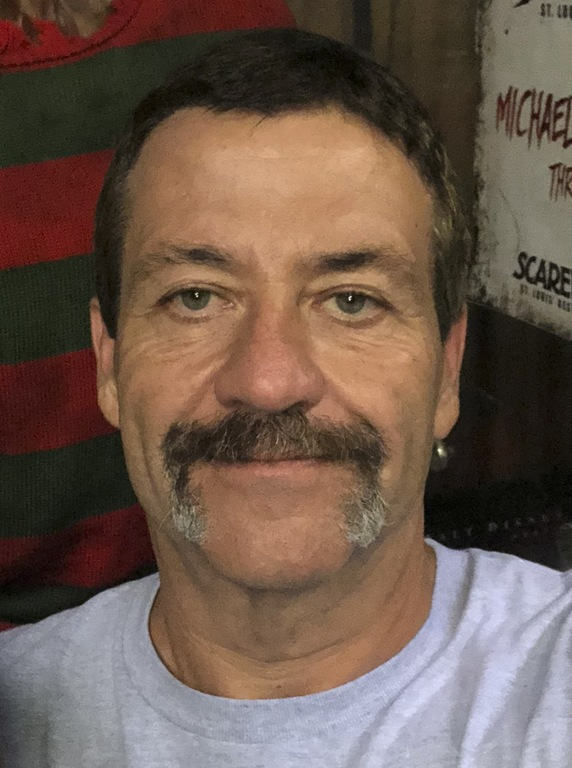
دونالد فيلدز (أكتوبر 2018م)

تم توجيه الاتهام إلى فيلدز وسارتوري في 7 ديسمبر 2022م بتهمة واحدة، والتي تتعلق بالاتجار الجنسي بالأطفال لكل منهما. تم القبض على سارتوري في وقت لاحق من نفس الشهر، ودافع بأنه غير مذنب. في حين أنه لم يتم التعرف على مكان فيلدز بعد تخلفه عن الحضور إلى جلسة المحكمة في 3 مارس 2022م. حيث أنه أخلى منزله بعد صدور مذكرة اعتقال فيدرالية بحقه في ديسمبر 2022م.
لدى فيلدز عائلة في ولاية ميسوري وكنتاكي، وسافر إلى فلوريدا في الماضي. ومن المعروف عنه زيارته للكازينوهات. جيسيكا إيزجريجس (المعروفة باسم جيسيكا فيلدز)، الهاربة من مقاطعة فيلبس والتي يعتقد أنها على علاقة رومانسية بفيلدز، يشتبه بها المدعي العام لمقاطعة فيلبس في التهرب من إنفاذ القانون إلى جانب فيلدز.
في 25 مايو 2023م، تمت إضافة فيلدز إلى قائمة العشرة الهاربين المطلوبين لمكتب التحقيقات الفيدرالي. ومن المحتمل أن يكون فيلدز مختبئًا في وسط ولاية ميسوري، ومن الممكن أيضًا أن يكون متواجدًا في منطقة تامبا، حيث كان معروفًا عنه أنه يسافر إلى فلوريدا لقضاء إجازته.
تم الحكم على ثيودور جون سارتوري في نوفمبر 2024م بالسجن لمدة عشر سنوات، بناء على الحكم الصادر من قاضي المحكمة الجزئية الأمريكية "ماثيو دي شيلب"، بتهمة تبادل النقود وأشياء أخرى ذات قيمة مقابل ممارسة الجنس مع فتاة تبلغ من العمر 14 عامًا. وقالت الضحية في المحكمة أن جريمة سارتوري تسببت لها في صدمة مدى الحياة وعلاقات ميؤوس منها، واضطرابات ما بعد الصدمة، وانخفاض مستوى احترام الذات. وقد أقر سارتوري بالذنب في المحكمة الجزئية الأمريكية في سانت لويس، وقد وافق سارتوري على دفع أكثر من 25 ألف دولار تعويضًا للضحية.